# 扫秒机芯
扫秒机芯是对手表、钟表等指针式计时工具秒计时方式的分类。根据秒针走动的方式，分为扫秒和跳秒。扫秒即秒针连续走时（人眼看不出有间歇），跳秒即人眼能够感觉到秒针跳动，通常跳动间隔为一秒钟。最初，手表被发明时，利用机械原理进行计时，秒针被设计为连续走时。如今，随着科技进步，特别是IT技术的进入，石英手表计时逐渐盛行，石英手表最初设计时多采用跳秒方式工作，秒针能够看到明显的跳动，和传统机械表有明显的不同。

## 原理
扫秒指针的石英手表或钟表的原理是将机芯中的传动马达（一般为步进马达）的步进时间间隔设置较短时间，然后通过齿轮传动到秒针，实现秒针转动一周即为一分钟，原理和传统的石英手表机芯原理一样。

## 特点
扫秒指针连续运转，机械噪声更小，不容易辨识具体秒；跳秒指针跳跃式运转，相对扫秒噪声大，每一秒容易辨识。